# Contradanza de Las Varas

Contraddanza de las Varas, patrimonio culturale dello Stato del Messico.

Contradanza de las Varas, originaria della Spagna.

La Contradanza de Las Varas (in italiano: contraddanza delle aste) è una danza tradizionale, proveniente dalla regione nord della Spagna (Galizia e Asturias), che si insegnava ai giovani di Tequixquiac (stato del Messico, Messico) e si ballava il 25 luglio per evangelizzare il popolo (soprattutto i giovani) nella fede cristiana.
Passò ad essere in seguito una danza tradizionale in onore del Signore della Cappella in una celebrazione che inizia con la processione in cui si porta l'immagine del Cristo per le strade di Santiago Tequixquiac prima di entrare in chiesa. Si formano ventiquattro figure colorate con le aste arcuate avvolte da nastri colorati e la danza si svolge per sei ore senza sosta.

## Storia
La discendenza iberica raggiunse Tequixquiac per un lascito del viceré che colonizzò le terre azteco-otomí da Tlatelolco fino al nord della Valle del Messico con coloni spagnoli, frati francescani e indigeni messicani evangelizzati, governati da un cacique.
Alcune relazioni riportano che nel 1652 questa danza veniva insegnata ai ragazzi di Tequixquiac e ballata il 25 luglio in onore del patrono, San Giacomo apostolo. Il nome deriva dall'uso di due bacchette di rosa di Castiglia che erano poi rivestite da nastri colorati.

## Abbigliamento
L'abito è composto da camicia bianca e pantaloni, due fasce incrociate di velluto, un copricapo di piume con tre rose di carta velina e nastri colorati, e si utilizzano due aste ricurve ricoperte da nastri. Durante le ricorrenze del Signore della Cappella, di Nostra Signora di Guadalupe (12 dicembre) e San Giacomo (25 luglio), i ballerini si esibiscono in questo e altri balli accompagnati da bande musicali.

## Musica
Don Longino Franco López ha difeso l'appartenenza delle note della musica che ha sempre accompagnato i ballerini, quando altri villaggi dello stato del Messico hanno voluto rivendicare come propria la Contradanza de las Varas, patrimonio tequixquense difeso anche dai ballerini, Aurelio Gutierrez Franco, Lorenzo Rodríguez, Ángel Rodríguez.